# 方法論争 (社会科学)

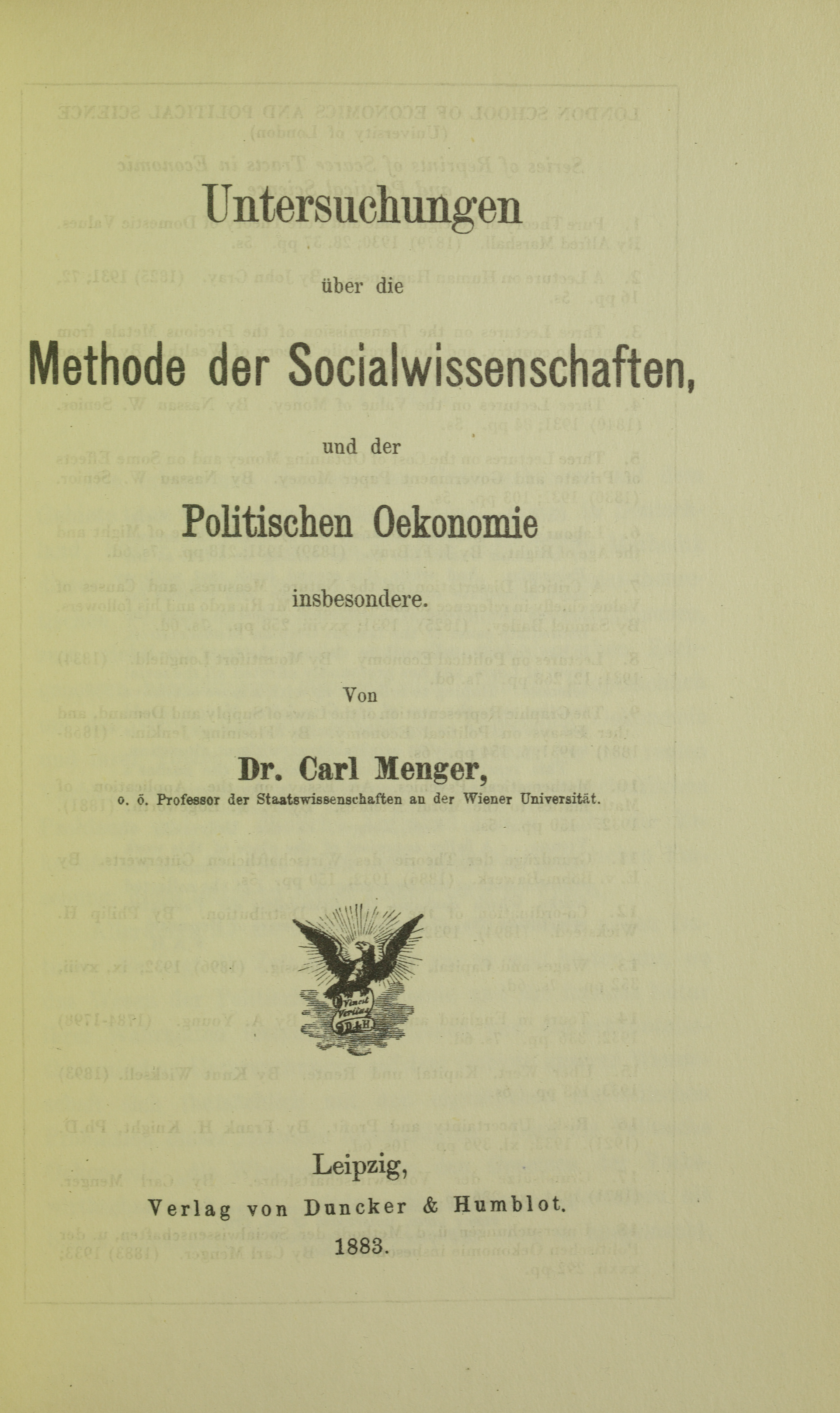
Untersuchungen über das Methode der socialwissenschaften und der politischen Ökonomie insbesondere, 1933

方法論争(Methodenstreit, 1880年代-1890年代)は、カール・メンガーを中心とするオーストリア学派とグスタフ・フォン・シュモラーを中心とするドイツ歴史学派の間で繰り広げられた、経済学における方法および認識論的特質をめぐる論争（狭義には、メンガーとシュモラーの間で展開された1883年-1884年の論争を指す）。ちなみに、ドイツ語の Methodenstreit は単に「方法上の論争」を表す語であり、科学史上ではそのような論争はいくらでもあるため、ドイツ語圏では Methodenstreit der Nationalökonomie（経済学の方法論争）とも呼ばれる。しかし、ドイツ語圏以外の国々では、単に Methodenstreit といった場合は、ここで扱う経済学史上の「方法論争」を指すのが一般的である。

## 双方の主張
歴史学派は、経済学者が統計的・歴史的な資料の集積と研究から、新たなよりよい社会的法規を発展させることができると主張し、歴史的経験から帰納されていない理論に不信を表明した（なお、当時は、経済学を理論・政策・歴史に三分したとき、統計学を歴史部門に含めていた）。
これとは対照的に、オーストリア学派は経済学が演繹法に基づく学問であると信じた。彼らにとって経済学とは、統計的分析に従うには余りに複雑すぎる人間の動機と社会的相互作用を観察するという最優先の原理から法則を発展させ、人間行動に関して普遍的に価値を持つ理論であるべきものだった。

## 論争の経緯
歴史学派の方法に対する批判を含んでいたメンガーの『社会科学、特に経済学の方法に関する研究』（1883年）に対し、シュモラーが反論となる書評を『シュモラー年報(Schmollers Jahrbücher)』に寄せたことによって、論争の口火が切られた。これに対し、メンガーは1884年に『ドイツ国民経済学（政治経済学）における歴史学派の誤謬』というパンフレットを刊行し再反論した。これに対し、シュモラーは論争を一方的に打ち切る旨通告した。
この論争そのものはやがて、歴史学派系ではルヨ・ブレンターノ、マックス・ヴェーバー、ヴェルナー・ゾンバルトらを、オーストリア学派系では、オイゲン・フォン・ベーム＝バヴェルク、フリードリヒ・フォン・ヴィーザー、ルートヴィヒ・フォン・ミーゼスらを巻き込んでいった。

## 論争の意義

### 思想史上の意義
歴史を離れて、人間行動のダイナミズムを説明できるかどうかという議論であった

### 政策上の意義
オーストリア学派の古典的自由主義と、歴史学派によって主張された福祉国家との対立の含みを持つ。

## トピック
- 「オーストリア学派」という呼称は、もともとこの論争の過程で生まれたものである。シュモラーが、メンガーを批判する際に、プロイセンに比べたときのハプスブルク家のオーストリアが非常に遅れた存在であることを印象付けるべく企図して、初めて用いた。